# Личкус, Лазарь Григорьевич
Лазарь Григорьевич Личкус (1858—1926) — российский медик, гинеколог, профессор Ленинградского медицинского института.

## Биография
Окончил Симферопольскую гимназию; затем — Медико-хирургическую академию в Санкт-Петербурге, где был оставлен при кафедре М. И. Горвица и одновременно поступил врачом в Мариинский родовспомогательный дом (впоследствии — родильный дом им. Шредера). В нём прошла вся его врачебная служба, в нём он с 1910 года был директором.
Автор работ по акушерству. Печатался в «Русском враче», «Враче», «Журнале акушерства и женских болезней» (редактор, с 1892). Действительный статский советник. Особое внимание обратили на себя его доклады об аборте и речь, прочитанная в Акушерском гинекологическом обществе на тему: "Наследственность и эвгения".
В 1923 году Л. Г. Личкус был приглашён руководить кафедрой пропедевтики Первого Ленинградского медицинского института.
Похоронен на Никольском кладбище Александро-Невской лавры.
Брат: Личкус Максим Григорьевич (1874-1947), врач-педиатр, профессор.